# الغواصة الألمانية يو-711
غواصة يو-711 غواصة يو بوت ألمانية من غواصة الفئة السابعة سي بنيت لسلاح بحرية ألمانيا النازية كريغسمارينه، في أحواض سي. ستولكن سون خلال الحرب العالمية الثانية.

## التصميم
تبلغ إزاحة الغواصات الألمانية من نوع VIIC 769 طنًا (757 طنًا طويلًا) عندما كانت على السطح و 871 طنًا (857 طنًا طويلًا)أثناء الغمر. يبلغ إجمالي طول U-711 67.10 م (220 قدمًا 2 بوصة)، وطول بدن الضغط 50.50 م (165 قدمًا 8 بوصات)، وشعاع 6.20م (20 قدمًا 4 بوصات)، وارتفاع 9.60م (31) قدم 6 بوصة، ومسودة 4.74 م (15 قدمًا 7 بوصة). تم تشغيل الغواصة بواسطة محركي ديزل من نوع Germaniawerft[بحاجة لمصدر] F46 رباعي الأشواط، بست أسطوانات، ليتم إنتاج اجمالى 2800 إلى 3200 حصان متري (2,060 إلى 2350 كيلوواط،[بحاجة لمصدر] 2760 إلى 3160 shp) للاستخدام أثناءالسطح، اثنان من طراز AEG GU 460 / 8– 27 محركًا كهربائيًا مزدوج المفعول ينتج إجمالي 750 حصانًا متريًا (550 كيلو واط، 740 حصانًا) للاستخدام أثناء الغمر. كان لديها عمودان ومراوح بطول 1.23 متر (4 قدم). كان القارب قادرًا على العمل على أعماق تصل إلى 230 مترًا (750 قدمًا).

## تاريخ الخدمة
خلال حياتها المهنية النشطة في الخدمة، غرقت U-711 سفينتين وألحقت أضرارًا بسفينة ثالثة.
هاجمت U-711 وأغرقت السفينة البريطانية HMS Bluebell[بحاجة لمصدر] في 17 فبراير 1945 بطوربيد[بحاجة لمصدر] موجه صوتي، مما تسبب في انفجار شحنة أعماقها. غرقت بلوبيل في أقل من 30 ثانية ومن طاقمها البالغ عددهم 86، كان هناك ناج واحد فقط. U-711 مرئي فقط خلف أعمدة المياه والدخان وسفينة المستودع Black Watch, في 4 مايو 1945، أغرقت طائرة من طراز U-711 من قبل طائرات الأسطول الجوي أثناء عملية الهجوم، وهي هجوم على سفن المستودع MS Black Watch[بحاجة لمصدر] و Senja [بحاجة لمصدر] الراسية في Kilbotn [بحاجة لمصدر]، جنوب هارستاد[بحاجة لمصدر]، النرويج.[بحاجة لمصدر] كانت هذه آخر غارة جوية للحرب في أوروبا. كما أغرقت طائرات Avenger و Wildcat ، من FAA Squadrons 846 و 853 و 882، والتي تعمل من حاملات المرافقة البريطانية HMS Trumpeter[بحاجة لمصدر] و HMS Queen[بحاجة لمصدر] و HMS Searcher ، Black Watch[بحاجة لمصدر] مع 7 ضربات مباشرة و 4 أخطاء قريبة. U-711 كانت ترسو بجانبها وتضررت لكنها تمكنت من الإبحار. كان على متن السفينة قارب للنجاة مكون من طاقم من ثمانية أفراد على متنها، بما في ذلك القبطان، الذين نجوا جميعًا على الرغم من مقتل أربعين من أفراد طاقمها الذين كانوا على متن سفينة المستودع. وغرقت الغواصة في وقت لاحق.
1. ↑   https://uboat.net/boats/u711.htm. اطلع عليه بتاريخ 2019-08-10. {{استشهاد ويب}}: |url= بحاجة لعنوان (مساعدة) والوسيط |title= غير موجود أو فارغ (من ويكي بيانات) (مساعدة)
2. ↑  All German U-boats of WWII - U-1 thru U-4712 - uboat.net نسخة محفوظة 7 ديسمبر 2010 على موقع واي باك مشين.